# Pseudamnicola anteisensis
Pseudamnicola anteisensis là một loài ốc nước lợ cỡ nhỏ có nắp, là động vật thân mềm chân bụng sống dưới nước thuộc họ Hydrobiidae. Đây là loài đặc hữu của Pháp.